# Tatjana Pinto
Tatjana Lofamakanda Pinto (* 2. Juli 1992 in Münster) ist eine deutsche Leichtathletin, die sich auf den Sprint spezialisiert hat. Sie war deutsche Meisterin 2014, 2016 und 2019 über 100 Meter sowie 2019 auf den 200 Metern und wurde 2012 Europameisterin mit der 4-mal-100-Meter-Staffel.

## Lebens- und Berufsweg
Tatjana Pinto ist Tochter eines portugiesischen Vaters und einer angolanischen Mutter. Sie wuchs in ihrer Geburtsstadt Münster auf. 2012 absolvierte sie ihr Fachabitur in Sozial- und Gesundheitswesen. Pinto studiert Soziale Arbeit.

## Sportliche Karriere
Pinto begann erst im Alter von 14 Jahren mit der Leichtathletik, nachdem sie vorher Ballett, Schwimmen und Volleyball ausprobiert hatte.
Erste internationale Erfolge sammelte Pinto im Juniorenbereich. Bei den Juniorenweltmeisterschaften 2010 in Moncton (Kanada) gewann sie mit der 4-mal-100-Meter-Staffel die Silbermedaille und belegte im 100-Meter-Lauf den sechsten Rang. Bei den Junioreneuropameisterschaften 2011 in Tallinn (Estland) errang sie über 100 Meter die Bronzemedaille und mit der Staffel den Titel. Dabei verbesserte die Mannschaft um Alexandra Burghardt, Katharina Grompe, Tatjana Pinto und Anna-Lena Freese den 23 Jahre alten Junioreneuroparekord auf 43,42 s.
2012 steigerte Pinto ihre 100-Meter-Bestleistung bei der Kurpfalz-Gala in Weinheim um 27 Hundertstelsekunden auf 11,19 s. Damit erfüllte sie die Qualifikationsnorm des Deutschen Leichtathletik-Verbands für die Olympischen Spiele in London und sicherte sich ihre Teilnahme.
Bei den Europameisterschaften in Helsinki gewann Pinto gemeinsam mit Leena Günther, Anne Cibis und Verena Sailer den Titel in der 4-mal-100-Meter-Staffel. Im 100-Meter-Lauf belegte sie den achten Platz.

### Olympische Sommerspiele 2012
Bei den Olympischen Spielen in London erreichte Pinto in der 4-mal-100-Meter-Staffel mit Günther, Cibis und Sailer den fünften Platz. Über 100 Meter schied sie als Vierte ihres Vorlaufs in 11,39 s vorzeitig aus. 2013 errang sie bei den U23-Europameisterschaften in Tampere (Finnland) über 100 Meter die Bronzemedaille und mit der Staffel den Titel. In Ulm wurde sie bei den 113. Deutschen Meisterschaften 2014 mit einer Zeit von 11,20 s Deutsche Meisterin auf der 100-Meter-Strecke.
Bei den Deutschen Hallenmeisterschaften in Leipzig wurde sie 2016 mit 7,07 s Deutsche Meisterin über die 60-Meter-Distanz und rückte damit auf den dritten Platz der aktuellen Weltrangliste hinter Dafne Schippers (7,00 s) und Marie Josée Ta Lou (7,06 s) vor.
Damit lief sie die bis dato viertbeste Zeit einer deutschen Athletin. Lediglich die drei DDR-Sprinterinnen Marita Koch (7,04 s), Silke Möller (7,04 s) und Katrin Krabbe (7,06 s) liefen schnellere Zeiten. Bei deutschen Hallenmeisterschaften war sogar nur Katrin Krabbe jemals schneller.
Mit dieser Leistung gelang es Pinto einen Platz im Kader für die 16. Hallenweltmeisterschaften in Portland zu erhalten, wo sie als fünfte ihres Halbfinallaufs mit 7,22 s ausschied.
In Kassel konnte sie ihren Erfolg aus dem Jahr 2014 wiederholen und wurde bei den 116. Deutschen Meisterschaften 2016 mit einer Zeit von 11,22 s erneut Deutsche Meisterin auf der 100-Meter-Strecke. Damit qualifizierte sie sich für die Europameisterschaften in Amsterdam, wo sie über 100 Meter Sechste wurde und mit der Sprintstaffel Bronze gewann.
Am 29. Juli 2016 stellte sie bei einem Meeting in Mannheim mit 11,00 s bei einem Rückenwind von 1,2 Metern pro Sekunde eine neue persönliche Bestleistung über die 100-Meter-Distanz auf.

### Olympische Sommerspiele 2016
Bei den Olympischen Spielen in Rio de Janeiro belegte sie mit der deutschen 4-mal-100-Meter-Staffel den vierten Platz. Im 100-Meter-Lauf erreichte sie die Halbfinalrunde.
2017 gewann Pinto gemeinsam mit Lara Matheis, Rebekka Haase und Gina Lückenkemper die Silbermedaille in der 4-mal-200-Meter-Staffel in einer Zeit von 1:30,68 min bei den IAAF World Relays 2017 auf den Bahamas.
Die Mannschaft setzte sich dabei knapp gegen das Team aus den Vereinigten Staaten durch. In Erfurt belegte sie bei den Deutschen Meisterschaften im 100-Meter-Lauf den 3. Platz.
2018 holte sich Pinto bei den Deutschen Hallenmeisterschaften mit persönlicher Bestleistung und Meisterschaftsrekord von 7,06 s den Titel über die 60 Meter und einen Tag später ebenfalls mit persönlicher Bestleistung von 23,19 s den Titel über die 200 Meter.
Mit der 4-mal-200-Meter-Staffel des LC Paderborn kam sie auf den 3. Platz. Diesen erreichte sie auch Monate später im August bei den Europameisterschaften mit der 4-mal-100-Meter-Staffel.
2019 konnte Pinto als amtierende deutsche Hallenmeisterin ihre Titel über 60 und 200 Meter wegen Problemen mit dem Sitzbeinhöcker nicht verteidigen und verzichtete wegen des Trainingsrückstandes auch auf Starts bei den Halleneuropameisterschaften und den sog. Staffelweltmeisterschaften, weil sie sich langfristig auf die Weltmeisterschaften vorbereitet. Bei den Deutschen Meisterschaften im August 2019 holte sie Doppelgold mit Saisonbestleistung über 100 und persönlicher Bestleistung von 22,65 s über 200 Meter.

### Olympische Sommerspiele 2020
Trotz einer Verletzung im Februar 2021, und einem darauffolgenden Abbruch der Hallensaison 2021, konnte Pinto ihre Leistungsfähigkeit erhalten und im Sommer desselben Jahres bis in das Halbfinale der Olympischen Spiele laufen.
2022 gewann Pinto bei den Weltmeisterschaften in Eugene die Bronzemedaille mit der 4-mal-100-Meter-Staffel. Pinto startete als Startläuferin, es folgten Alexandra Burghardt, anschließend Gina Lückenkemper, als Schlussläuferin erreichte Rebekka Haase mit 42,03 s den Zieleinlauf.
Nachdem Tatjana Pinto rund anderthalb Jahre lang  in Kingston auf Jamaika trainiert hatte, wollte sie sich im Juni 2024 bei den Deutschen Leichtathletik-Meisterschaften in Braunschweig ein Olympiaticket für Paris holen, doch die Wattenscheiderin schied im Halbfinale aus.
Tatjana Pinto hat bei einer Körpergröße von 1,70 m ein Wettkampfgewicht von 56 kg.

## Vereinszugehörigkeiten
Pinto startet seit 2025 für Ostwestfalen-Lippe Athletics. 2022 bis 2024 trat sie für den TV Wattenscheid 01 an, zuvor war sie seit 2016 für den LC Paderborn aktiv. Bis 2015 startete sie für die LG Brillux Münster, welche bis 2013 LG Ratio Münster hieß.

Sie wird seit März 2019 von Rana Reider trainiert, nachdem sie zuvor von Thomas Prange, bis 2012 von Frank und Elke Bartschat und bis 2014 von Thomas Kremer betreut worden war.

## Auszeichnungen

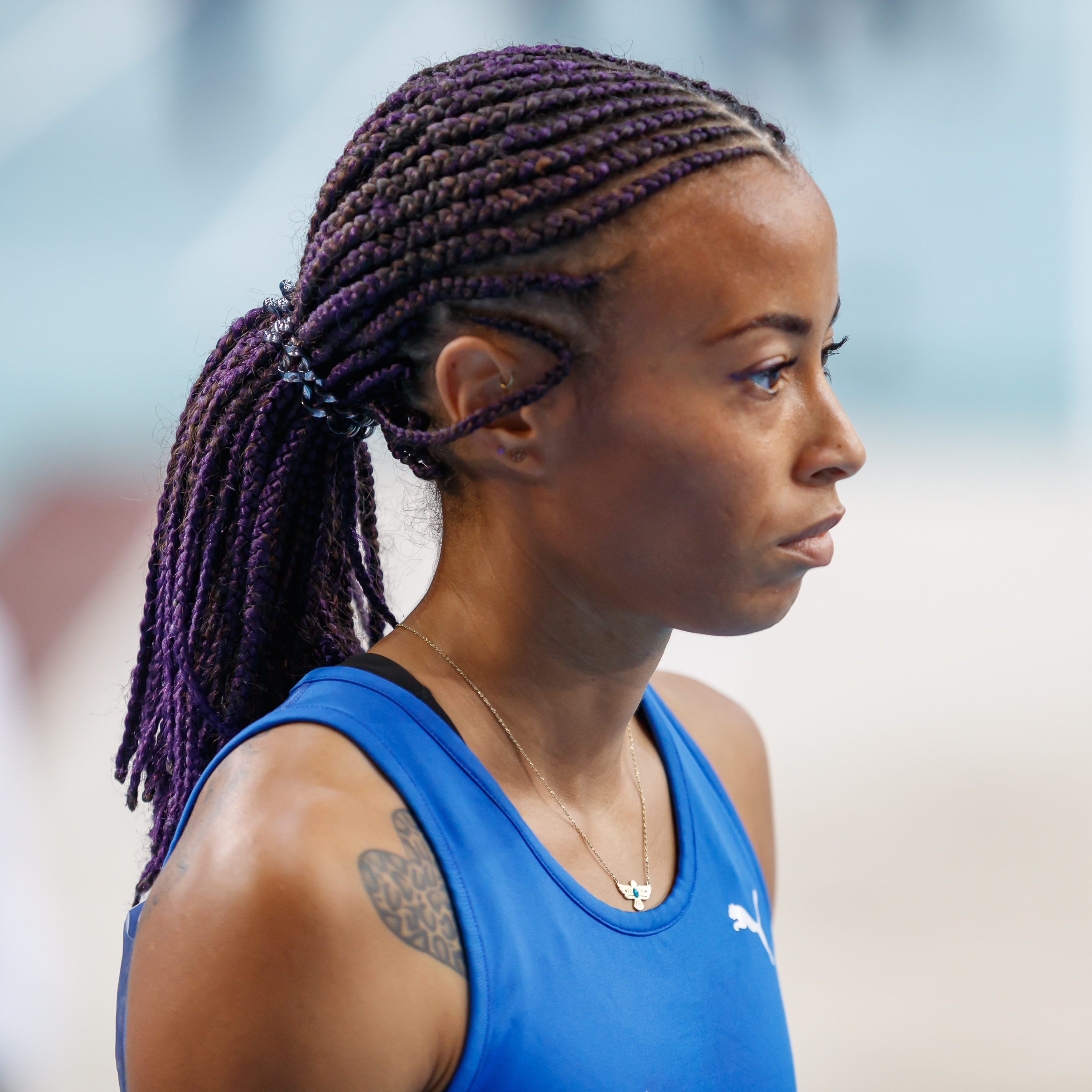
Pinto (2022)

- Tatjana Pinto wurde vom Sportbund der Stadt Münster beim Ball des Sports 2010 als Sportlerin des Jahres ausgezeichnet.[23]
- 2016, 2017, 2019 und 2020 erhielt Pinto Mitte Januar von der Stadt Paderborn die Auszeichnung Sportlerin des Jahres.[24][25]

## Bestzeiten
(Stand: 30. September 2019)
Halle
- 60 m: 7,06 s, 17. Februar 2018, Dortmund
- 200 m: 23,19 s, 18. Februar 2018, Dortmund

Freiluft
- 100 m: 11,00 s (+1,2 m/s), 29. Juli 2016, Mannheim
- 200 m: 22,63 s, 30. September 2019, Doha

## Erfolge
national
- 2009: 2. Platz Deutsche Meisterschaften (B-Jugend/U18; 100 m)
- 2009: 1. Platz Deutsche Meisterschaften (A-Jugend/U20; 4 × 100 m)
- 2010: 2. Platz Deutsche Meisterschaften (A-Jugend/U20; 100 m)
- 2010: 2. Platz Deutsche Meisterschaften (A-Jugend/U20; 4 × 100 m)
- 2010: 2. Platz Deutsche Hallenmeisterschaften (A-Jugend/U20; 60 m)
- 2011: 1. Platz Deutsche Meisterschaften (A-Jugend/U20; 100 m)
- 2012: 3. Platz Deutsche Hallenmeisterschaften (60 m)
- 2012: 2. Platz Deutsche Meisterschaften (100 m)
- 2013: 2. Platz Deutsche Hallenmeisterschaften (60 m)
- 2014: 1. Platz Deutsche U23-Meisterschaften (100 m)
- 2014: 1. Platz Deutsche Meisterschaften (100 m)
- 2016: 1. Platz Deutsche Hallenmeisterschaften (60 m)
- 2016: 2. Platz Deutsche Hallenmeisterschaften (4 × 200 m)
- 2016: 1. Platz Deutsche Meisterschaften (100 m)
- 2017: 3. Platz Deutsche Meisterschaften (100 m)
- 2018: 1. Platz Deutsche Hallenmeisterschaften (60 und 200 m)
- 2018: 3. Platz Deutsche Hallenmeisterschaften (4 × 200 m)
- 2018: 4. Platz Deutsche Meisterschaften (4 × 100 m)
- 2019: 1. Platz Deutsche Meisterschaften (100 und 200 m)

international
- 2009: 5. Platz Europäisches Olympisches Jugendfestival (EYOF) (100 m)
- 2009: 5. Platz Europäisches Olympisches Jugendfestival (EYOF) (4 × 100 m)
- 2010: 6. Platz U20-Weltmeisterschaften (100 m)
- 2010: 2. Platz U20-Weltmeisterschaften (4 × 100 m)
- 2011: 3. Platz U20-Europameisterschaften (100 m)
- 2011: 1. Platz U20-Europameisterschaften (4 × 100 m)
- 2012: 8. Platz Europameisterschaften (100 m)
- 2012: 1. Platz Europameisterschaften (4 × 100 m)
- 2012: 5. Platz Olympische Spiele (4 × 100 m)
- 2013: 3. Platz U23-Europameisterschaften (100 m)
- 2013: 1. Platz U23-Europameisterschaften (4 × 100 m)
- 2016: 6. Platz Europameisterschaften (100 m)
- 2016: 3. Platz Europameisterschaften (4 × 100 m)
- 2016: 4. Platz Olympische Spiele (4 × 100 m)
- 2018: Halbfinale Hallenweltmeisterschaften (60 m)
- 2018: 3. Platz Europameisterschaften (4 × 100 m)
- 2022: 3. Platz Weltmeisterschaften (4 × 100 m)